# Wolf von Wahl
Wolf von Wahl (* 23. Mai 1942 in Bremen) ist ein deutscher Mathematiker, der sich mit Partiellen Differentialgleichungen befasst.
Er stammt aus dem baltischen Adelsgeschlecht von Wahl. Von Wahl wurde 1969 an der Georg-August-Universität Göttingen bei Erhard Heinz promoviert (Klassische Lösungen nichtlinearer Wellengleichungen im Großen). Er war wissenschaftlicher Rat und Professor an der Universität Bonn, ab 1973 ordentlicher Professor an der Ruhr-Universität Bochum und ab 1977 Professor für Angewandte Mathematik an der Universität Bayreuth, an der er 2010 emeritierte. Er gehörte ab 1996 dem Senat der Universität Bayreuth an und war 1998 bis 2002 Studiendekan der Fakultät für Physik, Mathematik und Informatik.
Er befasste sich unter anderem mit nichtlinearen Wellengleichungen und verschiedenen Differentialgleichungen der Hydrodynamik, insbesondere der Navier-Stokes-Gleichung.
1976 bis 1990 war er Herausgeber der Mathematischen Zeitschrift, von 1984 bis 1990 als geschäftsführender Herausgeber.

## Schriften
- mit Hans Kerner: Mathematik für Physiker, 2. Auflage, Springer Verlag 2007